# Viviane Slon
Vivianne Slon (, ) é uma paleogeneticista do Instituto Max Planck de Antropologia Evolutiva que se tornou internacionalmente conhecida por haver identificado que uma garota adolescente morta noventa mil anos atrás era resultado do cruzamento de um indivíduo Neanderthal com um Hominídeo de Denisova, motivo pelo qual foi selecionada pela revista Nature como um dos dez cientistas mais importantes no ano de 2018. Em 2017 ela já havia recebido o Prêmio Dan David por suas pesquisas.
Anteriormente ela havia trabalhado na Faculdade de Medicina Sackler, da Universidade de Tel Aviv, onde estudou os fósseis de hominídeos localizados fora da África. Participou da equipe que identificou a má oclusão que ocorria no crescimento, verificado em nove crânios localizados na caverna Qafzeh.